# Kantonesische Sprache

Geografische Verbreitung der chinesischen Sprachen

Die kantonesische Sprache (chinesisch 廣東話 / 广东话, Jyutping Gwong2dung1waa2, Yale Gwóngdùngwá) oder Yue (粵語 / 粤语,  Yuèyǔ, Jyutping Jyut6jyu5, Yale Yuhtyúhanhören (kantonesisch)ⓘ) ist eine chinesische Sprache, die vor allem in Südchina (Huanan) gesprochen wird.

## Bezeichnung
Historisch und fachlich existiert im Chinesischen weiterhin für die kantonesische Sprache die Bezeichnung Guangfuhua (廣府話, Jyutping gwong2fu2waa2), welche sich auf den historischen Verwaltungsbegriff fu (府 – „Präfektur, Amts-, Regierungssitz, Palast, Residenz“) für Präfektur bezieht. Dabei bevorzugen die Muttersprachler in der Region Guangzhou meist den chinesischen Begriff Guangzhouhua (廣州話, Jyutping gwong2zau1waa2) für das Kantonesisch, während Muttersprachler der Region Hongkong und Macau eher die Bezeichnung Guangdonghua (廣東話) für die kantonesische Sprache benutzen. Sprecher der kantonesischen Sprache in anderen südchinesischen Regionen Guangdongs und Guangxis nutzen manchmal auch den Begriff Shengchenghua (省城話, Jyutping saang2seng4waa2 – „Sprache der Provinzhauptstadt“) oder seltener den Begriff Báihuà (白話, Jyutping baak6waa2 – „Umgangssprache“).

## Einteilung
Sprachlich bildet die kantonesische Sprache mit dem Standardkantonesisch (標準粵語), repräsentiert durch das Guangzhouer Kantonesisch (廣州正音 – „Guangzhou'er Standardton“), den linguistischen Hauptvertreter. Andere Regiolekte des Kantonesischen (粵語方言 – „Dialekte des Kantonesischen“), wie beispielsweise der Siyi-Regiolekt (四邑話, Jyutping sei3jap1waa2) – auch Siyi-Yue (四邑粵語) genannt – und das Hongkonger Kantonesisch (香港粵語), sind wichtige sprachliche Vertreter der regionalen Mundart.

## Verbreitung

Geografische Verbreitung von Yue und Pinghua in Südchina

Kantonesisch gilt als dritt- oder viertgrößte chinesische Sprache, je nach Kategorisierung. In China wird Kantonesisch im Großteil der Provinz Guangdong (Exonym „Kanton“, daher „Kantonesisch“) und in Teilen von Guangxi, wie z. B. Wuzhou gesprochen. Eine Ausnahme bildet die Sonderwirtschaftszone Shenzhen. Hier wird wegen des sehr hohen Anteils an Zuwanderern aus den südöstlichen bzw. verschiedenen Teilen Chinas neben Kantonesisch, Hakka und Teochew vorwiegend Hochchinesisch, auch Standardchinesisch genannt, gesprochen. In den beiden Sonderverwaltungszonen Hongkong und Macau wird ebenfalls Kantonesisch gesprochen.
Weiterhin wird Kantonesisch von ausgewanderten Chinesen mit kantonesischen Wurzeln in chinesischen Bevölkerungsgruppen mehrerer südostasiatischer Staaten sowie einigen Chinatowns weltweit gesprochen. Historisch gehört Südostasien zu den ersten Verbreitungsgebieten der kantonesischen Sprache.

## Phonetik

Tonkontur (Tonhöhe u. ‑verlauf) der Silbe „si“ in den 6 Tönen

Kantonesisch hat im Vergleich zum Standardchinesisch (Hochchinesisch) das spätmittelchinesische Tonsystem des 12. Jahrhunderts stärker bewahrt. Es besitzt neun Töne (sechs Töne plus drei phonetisch abgekürzte Varianten), die in drei Kategorien eingeteilt werden; Standardchinesisch kennt nur noch vier Töne. Ein weiterer auffälliger Unterschied in der Aussprache ist, dass Silben mit Verschlusslauten enden können (z. B. Sun Yat-sen oder Pak Choi).

### Töne
Kantonesisch ist eine Tonsprache. Hier unterscheidet man Yam-Töne – Hochchinesisch Yin-Töne – (陰聲) und Yeuhng-Töne – Hochchinesisch Yang-Töne – (陽聲). Yam-Töne sind hoch, Yèuhng-Töne sind tief. Die tiefen Töne werden in der Yale-Romanisierung durch ein h gekennzeichnet, das dem Vokal angehängt wird. Es gibt drei Yam- und drei Yeuhng-Töne. Diese unterscheiden sich im Tonverlauf. Des Weiteren werden auch drei Eintrittstöne, auch Yap-Töne – Hochchinesisch Ru-Töne – (入聲) genannt, unterschieden, die von drei der Yām- und Yèuhng-Töne abgeleitet werden können und daher nicht als distinktiv gelten.

Verschiedene Sprachen des Yue unterscheiden sich in einigen Eigenschaften des Tonsystems. So weist der Yamping-Ton – Hochchinesisch Yinping-Ton – (陰平) in Guangzhou die Varianten 53 und 55 auf, während in Hongkong die Kontur 55 vorherrscht. Auch diachronische Veränderungen spielen hierbei eine Rolle; so hat sich die Kontur des Yamseuhng-Tons – Hochchinesisch Yinshang-Tons – (陰上) im 20. Jahrhundert von 35 nach 25 gewandelt.

Tonnotierung nach Zhao Yuanren

Der chinesische Sprachwissenschaftler Zhao Yuanren hat ein System zur Notierung der Töne entwickelt. Er unterteilt die Tonhöhe in fünf Ebenen, wobei 5 der höchste und 1 der niedrigste Ton ist. Die Tonänderung (Tonverlauf) kann durch eine Verkettung der Zahlen dargestellt werden. Diese Zahlenverkettung, die Höhe und Verlauf der Tonänderung ausdrückt, nennt man auch Tonkontur bzw. Tonform. Die Töne des Kantonesischen lassen sich dadurch wie folgt durch jeweils ein Zahlenpaar charakterisieren:
| Ton                          | Hoch-, Yām- / Yin- (陰聲 / 阴声) | Hoch-, Yām- / Yin- (陰聲 / 阴声) | Hoch-, Yām- / Yin- (陰聲 / 阴声) | Hoch-, Yām- / Yin- (陰聲 / 阴声) | Tief-, Yèuhng- / Yang- (陽聲 / 阳声) | Tief-, Yèuhng- / Yang- (陽聲 / 阳声) | Tief-, Yèuhng- / Yang- (陽聲 / 阳声) | Eintritts-, Yap- / Ru- (入聲 / 入声) | Eintritts-, Yap- / Ru- (入聲 / 入声) | Eintritts-, Yap- / Ru- (入聲 / 入声) |
| ---------------------------- | -------------------------------- | -------------------------------- | -------------------------------- | -------------------------------- | ------------------------------------ | ------------------------------------ | ------------------------------------ | ------------------------------------ | ------------------------------------ | ------------------------------------ |
| Nummer Hist. (9) Phonet. (6) | 1                                | 1                                | 2                                | 3                                | 4                                    | 5                                    | 6                                    | 7 (vgl. 1)                           | 8 (vgl. 3)                           | 9 (vgl. 6)                           |
| Bezeichnung                  | Yāmping (陰平)                   | Yāmping (陰平)                   | Yāmsèuhng (陰上)                 | Yāmheui (陰去)                   | Yèuhngping (陽平)                    | Yèuhngsèuhng (陽上)                  | Yèuhngheui (陽去)                    | Yāmyap (陰入)                        | jungyap (中入)                       | Yèuhngyap (陽入)                     |
| Art                          | Hoch                             | Hoch, leicht fallend             | Mittel steigend                  | Mittel                           | Tief (leicht fallend)                | Tief (leicht steigend)               | Tief                                 | Hoch (Eintritts-)                    | Mittel (Eintritts-)                  | Tief (Eintritts-)                    |
| Kontur                       | 55                               | 53 oder 52, 51                   | 35 oder 25                       | 33                               | 21                                   | 13 oder 23                           | 22                                   | 5                                    | 3                                    | 2                                    |
| Kontursymbol                 | ˥˥ [ ˥ ]                         | ˥˧ oder ˥˨, ˥˩                   | ˧˥                               | ˧˧ [ ˧ ]                         | ˨˩                                   | ˩˧ oder ˨˧                           | ˨˨ [ ˨ ]                             | ˥                                    | ˧                                    | ˨                                    |
| Beispiel                     | 詩                               | 思                               | 史                               | 試                               | 時                                   | 市                                   | 是                                   | 色                                   | 錫                                   | 食                                   |
| Bedeutung                    | Gedicht                          | Gedicht                          | Historie                         | Test                             | Zeit                                 | Markt, Stadt                         | sein                                 | Farbe                                | Zinn                                 | Essen                                |
| Jyutping                     | si1                              | si1                              | si2                              | si3                              | si4                                  | si5                                  | si6                                  | sik1                                 | sek3                                 | sik6                                 |
| Yale                         | sī – si1                         | sì – si1                         | sí – si2                         | si – si3                         | sìh – sih4                           | síh – sih5                           | sih – sih6                           | sīk – sik1                           | sek – sek3                           | sihk – sihk6                         |
| IPA (Diakritikum)            | si, [síː]                        | si, [sîː]                        | si, [sǐː]                        | si, [sīː]                        | si, [si̖ː]                            | si, [si̗ː]                            | si, [sìː]                            | sik, [seːk]                          | sek, [sɛ̄ːk]                          | sik, [sɛk]                           |
| IPA (Kontur)                 | siː˥˥ [siː˥]                     | siː˥˧ oder siː˥˨, siː˥˩          | siː˧˥                            | siː˧˧ [siː˧]                     | siː˨˩                                | siː˩˧                                | siː˨˨ [siː˨]                         | siːk˥                                | sek˧                                 | siːk˨                                |

Allgemein wird in der kantonesischen Sprache historisch zwischen neun Tönen unterschieden (z. B. Cantonese Pinyin). Bei einer genauen phonetischen Unterscheidung ergibt sich, dass die neun Töne (九声六调 – „Neun Töne sechs Anlaute“) sechs Hoch-Tief-Tönen und drei sogenannte Eintrittstöne umfassen; die drei Eintrittstöne (Nr. 7 bis 9; Tonkontur 5, 3 bzw. 2) sind aber letztlich nur die abgekürzten Varianten des 1., 3. bzw. 6. Tons (Kontur 53/55, 33 bzw. 22). Diese Töne werden gesprochen, wenn eine Silbe auf einen Verschlusslaut (-p, -k, -t) endet. Je nach Umschriftsystem werden die Fälle des Eintrittstons (Nr. 7 bis 9; Tonkontur 5, 3 bzw. 2) jedoch nicht als eigenständiger Ton behandelt, sondern als eine Variante betrachtet. (z. B. Yale, Jyutping)

### Beziehung zu den vier Tönen im Hochchinesischen
Bei Kenntnis des Tons der kantonesischen Lesung eines Zeichens lässt sich in den allermeisten Fällen der Ton im Standardchinesischen (bzw. Mandarin) ableiten:
1 ⇒ 1: 身、心、張、生、媽、工 …
2 ⇒ 3: 早、體、好、小、姐、許 …
3 ⇒ 4: 課、再、見、姓、性、貴 …
4 ⇒ 2: 晨、陳、婷、梁、同、原 …
5 ⇒ 3: 你、有、我、領、老、友 …
6 ⇒ 4: 第、二、部、分、問、候 …
Man muss allerdings sichergehen, dass es sich bei der kantonesischen Lesung um eine Standardlesung handelt, da manche Zeichen den Ton wechseln können, wenn sie allein oder in im Standardchinesischen oder in Mandarin unbekannter Komposition benutzt werden. Abweichungen von der oben genannten Regel sind auch dann zu erwarten, wenn die Lesung einen Verschlusslaut enthält, denn die Anzahl der möglichen Töne ist bei Vorhandensein eines Verschlusslautes auf nur drei eingeschränkt. Das Umwandlungsschema ist dann fast regellos. Man kann dann nur noch statistische Tendenzen angeben:
1 ⇒ 1, 4, 2: 一、級、室、築、足、急
3 ⇒ 4, 2, 3: 隔、潔、雪、…
6 ⇒ 4, 2: 學、屬、傑、達、實、服、白、薄

### Tonwechsel
Ein beliebiger Ton kann sich unter Umständen in einen zweiten, manchmal auch in einen ersten Ton wandeln. Dieses Phänomen wird binjam (變音 – „Lautwandel, Tonänderung“) genannt. Binjam – Hochchinesisch bianyin – kann folgende Funktionen haben:
- Markierung von speziell kantonesischem Gebrauch eines Wortes, etwa die alleinstehende Benutzung dort, wo sie im Standardchinesisch (Hochchinesisch) nicht möglich wäre:

臺子 toi4zi2 → 臺（檯） toi2 („Tisch“ – „Tisch“)
名字 ming4zi6 → 名 meng2 („Name“ – „Name“)
- Unterscheidung von Verben und Substantiven:

畫 waak6 → 畫 waa2 („malen, zeichnen“ – „Gemälde (Bild), Zeichnung“)
話 waa6 → 話 waa2 („sprechen, sagen, reden“ – „Gespräch (Sprache), das Gesagte, Rede“)
- Schaffung von Intimität, etwa bei Bezeichnungen für Familienmitglieder oder sogar Namen:

- 6 5 → 6 2

外母 ngoi6mou5 → 外母 ngoi6mou2 („Schwiegermutter – Mutter der Ehefrau“)
- 3 6 → 3 2

雪妹 syut3mui6 → 雪妹 syut3mui2 („Personenname“)
Ein besonderes Umwandlungsschema haben die Verdopplungswörter:
- 1 1 → 4 1

媽媽 maa1maa1 → 媽媽 maa4maa1 („Mutter – Schriftsprache“ – „Mama, Mutti – Umgangssprache“)
哥哥 go1go1 → 哥哥 go4go1 („Älterer Bruder – Schriftsprache“ – „Großer Bruder – Umgangssprache“)
- 4 4, 6 6 → 4 2

婆婆 po4po4 → 婆婆 po4po2 („Alte Frau, Oma – mütterlicherseits – Schriftsprache“ – „Oma, das Großmütterchen – Umgangssprache“)
弟弟 dai6dai6 → 弟弟 dai4dai2 („Jüngerer Bruder – Schriftsprache“ – „Kleiner Bruder – Umgangssprache“)
Im Standardchinesisch und Mandarin gibt es bei diesen Wörtern ebenfalls eine Tonänderung: Die zweite Silbe verliert einfach ihren Ton.

## Struktur
Die Struktur der Yue-Sprache ähnelt stark der anderer moderner chinesischer Sprachen. Der folgende Abschnitt stellt daher nur einige Charakteristika dar, die das Yue kennzeichnen.

### Morphologie
Ein charakteristisches morphologisches Merkmal, das die Yue-Sprache von anderen chinesischen Sprachen unterscheidet, ist die Reihenfolge der Bestandteile in einigen Komposita, bei denen der Kopf nicht am Ende, sondern am Anfang steht: Kantonesisch: 人客 – jan4 haak3, wörtlich für Person-Gast = „Gast“; Hochchinesisch: 客人 – kèrén, wörtlich für Gast-Person = „Gast“.

### Syntax
Das Yue benutzt Zählwörter nicht nur in Nominalphrasen, die durch Numeralia oder ein Demonstrativpronomen bestimmt sind, sondern wendet sie auch zur Determination an:
| 隻 zek3                    | 雞乸 gai1 na2 | 睇見 tai2 gin3  | 隻 zek3  | 鷹 jing1 |
| Zählwort                   | Henne         | schauen – sehen | Zählwort | Falken   |
| „Die Henne sah den Falken“ |               |                 |          |          |

In einigen Fällen unterscheidet sich die Satzstellung im Yue von der anderer chinesischer Sprachen. So stehen bestimmte Adverbien nicht vor, sondern hinter dem Verb. Zudem steht im Gegensatz zu nördlichen Formen des Chinesischen das direkte Objekt vor dem indirekten Objekt:
| 送 sung3               | 本 bun2  | 書 syu1 | 畀 bei2              | 佢 keoi5 |
| schenken               | Zählwort | Buch    | geben; an; für +Akk. | er, ihm  |
| „Schenkt ihm ein Buch“ |          |         |                      |          |

## Wortschatz und Schrift
Es gibt speziell kantonesische Wörter mit eigenen Schriftzeichen, beispielsweise das kantonesische Schriftzeichen „冇“ – Jyutping mou5 – für „nicht“ bzw. „nicht haben“. Das Äquivalent im Standardchinesischen heißt „没有“ – Pinyin méiyŏu.

## Umschriftsysteme
Bislang gibt es für das Kantonesische kein einheitliches, offizielles Standardumschriftsystem, wie das Hanyu Pinyin für Hochchinesisch. Es existieren verschiedene Transkriptionssysteme zur Umschrift in lateinische Buchstaben, von denen die Yale-Romanisierung und Jyutping zu den populärsten gehören.